# 1989 en jeu
Chronologie du jeu
- 1985
- 1986
- 1987
- 1988
- 1989
- 1990
- 1991
- 1992
- 1993

Cet article présente les faits marquants de l'année 1989 concernant le jeu.

## Évènements

### Compétitions
- 30 avril : le Français Bertrand Le Boubennec remporte le IVe Championnat de France (1988) de Diplomatie à Paris devant ses compatriotes Eric Moyroud et Lei Saarlainen[1].
- 23 octobre : le Japonais Hideshi Tamenori remporte le XIIIe championnat du monde d’Othello à Varsovie.

## Sorties
- Shadowrun, FASA Corporation